# Créance
Pour les articles homonymes, voir Créances et Lettres de créance.
 (avril 2019).
Si vous disposez d'ouvrages ou d'articles de référence ou si vous connaissez des sites web de qualité traitant du thème abordé ici, merci de compléter l'article en donnant les références utiles à sa vérifiabilité et en les liant à la section « Notes et références ».
La créance est le droit qu'a le créancier d'exiger l'exécution de la prestation due par le débiteur. C'est la face « active » de l'obligation par rapport à la dette qui est le devoir d'exécuter la prestation.

## Enjeux de la notion de créance

### Utilisation de la notion de créance

#### Aspects comptables
Au moment de leur entrée dans le bilan, les créances sont évaluées à leur valeur nominale, quel que soit leur prix d'acquisition. A l'inventaire, elles sont évaluées à leur valeur actuelle, avec éventuellement constitution d'une provision pour dépréciation.
En comptabilité, une créance liquide est un actif immédiatement convertible en monnaie.

#### Aspects juridiques
Une créance relève du droit des obligations.
Si une dette est annulée (soldée), la créance équivalant à cette dette est aussi annulée car une créance qui est détenue par un créancier est toujours équivalente à une dette qui est détenue par un débiteur.
Pour parvenir au recouvrement de sa créance le créancier bénéficie de protections conventionnelles et légales, en particulier lorsque la créance possède un caractère alimentaire. Aujourd'hui des sociétés privées sont spécialisées dans le recouvrement des créances qui concernent des personnes ne payant pas leurs dettes.
En revanche le débiteur peut être également l'objet d'une protection, comme c'est le cas de celui qui se trouve dans une situation de surendettement.
En matière commerciale, le redressement judiciaire a été institué pour assurer la garantie des emplois, tenter la sauvegarde de l'entreprise et, à défaut d'avoir pu parvenir au redressement de l'entreprise, pour chercher dans sa liquidation le meilleur moyen de protéger l'intérêt du ou des créancier(s).
Certaines créances peuvent être vendues.
Quand un vendeur vend une créance, les droits conférés par la créance qui sont stipulés dans le contrat de prêt deviennent alors la propriété de l'acheteur de la créance. L'acheteur devient le nouveau créancier.

## Gestion des créances
Même si avoir de nombreuses créances indique une forte activité, cela reste tout de même un manque en trésorerie qui peut s'avérer problématique au lancement d'une entreprise. Cependant, pour remédier à ce problème, nombreuses sont les entreprises qui ont recours à l'affacturage, ou l'affacturage inversé. Le but de ces techniques est de convertir une créance payée à une date x en « cash » par le biais d'un organisme financier qui supportera à la place du fournisseur le délai de paiement en échange d'un pourcentage appelé escompte.
La gestion des créances impayées peut également être assurée par des sociétés de recouvrement.